# هوستون بپتیست هاسکیز

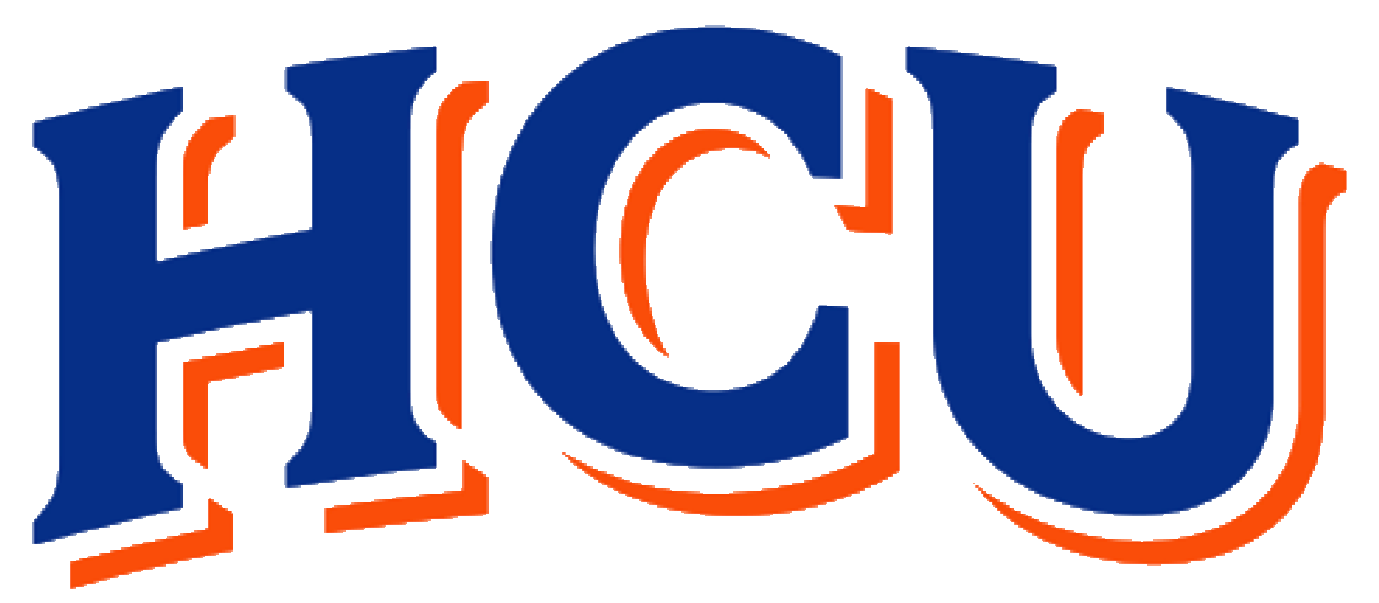
لگوی تیم هوستون باپتیست هاسکی - ۲۰۲۳

هوستون باپتیست هاسکی (به انگلیسی: Houston Baptist Huskies) تیم ورزشی دانشگاه هوستون باپتیست می‌باشد. از زمان شروع فعالیت‌های ورزشی در دانشگاه هوستون یعنی سال ۱۹۶۰ و تا سال ۱۹۹۰ تیم «هاسکی»  جزو تیم‌های شرکت‌کننده در مسابقات «ان‌سی‌ای‌ای» بوده‌است و بعد از آن به مدت ۱۷ سال در مسابقات «ان‌ای‌آی‌ای» شرکت کرد و بعد از آن یعنی در سال ۲۰۰۷ دوباره به دسته اول «ان‌سی‌ای‌ای» راه یافت.